# Виша Самбхава
Виша Самбхава (хот.-сак. имя: Viśa' Saṃbhava, на кит. трад. 尉遲僧烏波, упр. 尉迟僧乌波, пиньинь Yùchí Sēngwūbō, палл. Юйчи Сэнубо; транскрипционная система Уэйда — Джайлза: Yü-ch῾ih Sêng-wu-p῾o; китайское имя: Ли Шэнтянь, кит. трад. 李聖天, упр. 李圣天, пиньинь Lǐ Shèngtiān, палл. Ли Шэнтянь; транскрипционная система Уэйда — Джайлза: Li Shêng-t῾ien; умер в 962, 966 или 967 г.) — царь Хотана с 912 по 962, 966 или 967.  Девиз правления — Тунцин (кит. 同慶, букв. «всеобщее празднование»).
Он женился на второй дочери Цао Ицзинь, первого губернатора округа Гуйи; у них был сын по имени Виша Шура, который стал царём Хотана после смерти своего отца. В другом акте супружеской дипломатии внук Цао Ицзинь, Цао Яньлу, женился на третьей дочери Самбхавы.
| Правитель Хотана           |                                        |                     |
| Предшественник: Виша Кирти | Виша Самбхава 912—966 (правил 54 года) | Преемник: Виша Шура |